# Elisabeta Dorothea de Saxa-Gotha-Altenburg
Elisabeta Dorothea de Saxa-Gotha-Altenburg (8 ianuarie 1640 – 24 august 1709), a fost prințesă germană și membră a Casei de Wettin din ramura ernestină de Saxa-Gotha-Altenburg. Prin căsătorie a devenit soția Landgrafului de Hesse-Darmstadt și Regentă din 1678 până în 1688.

## Copilărie
Elisabeta Dorothea a fost fiica cea mare a lui Ernest I, Duce de Saxa-Gotha și a soției acestuia, Prințesa Elisabeta Sofia de Saxa-Altenburg, singura fiică a lui Johann Philip, Duce de Saxa-Altenburg. La șase ani după căsătoria părinților ei, tatăl ei a moștenit Ducatul de Saxa-Altenburg și și-a asumat noile arme și titluri.

## Viața în Darmstadt
La 5 decembrie 1666, la Castelul Friedenstein din Gotha, la aproape 27 de ani Elisabeta Dorothea s-a căsătorit cu Ludovic al VI-lea, Landgraf de Hesse-Darmstadt. Mirele era văduv cu șase copii și prieten apropiat al fratelui ei Prințul Frederic. Cuplul a avut opt copii: două fiice și șase fii, dintre care unul a murit în copilărie iar altul a fost ucis în bătălie cu zece luni înaintea morții Elisabetei Dorothea. Landgraful Ludovic al VI-lea a murit la 24 aprilie 1678 și a fost succedat de fiul său cel mare din prima căsătorie, Ludovic al VII-lea, care a domnit numai 18 săptămâni și 4 zile înainte să moară de dizenterie la 31 august 1678, la Gotha. 
Ca și tatăl său, Ludovic al VII-lea a desemnat-o pe mama sa vitregă ca regentă de Hesse-Darmstadt. Curtea imperială (Reichskammergericht) a cerut ca ea să domnească împreună cu un grup de consilieri condus de Weiprecht de Gemmingen, însă energica Elisabeta i-a împiedicat să depună jurămintele; ea i-a retrogradat la funcția de sfătuitori. Darmstadt a înflorit sub conducerea ei.
După ce fiul ei a atins vârsta majoratului în 1688, ea s-a retras la Butzbach. Ea a oferit ajutor în guvernare fiului ei dar acesta a refuzat. A murit la Butzbach în 1709, la 69 de ani.